# Port lotniczy Raga
Port lotniczy Raga (ICAO: HSRJ) – port lotniczy położony w Raga, w Sudanie Południowym, stan Bahr el Ghazal Zachodni.